# Kapellskär
Kapellskär est un port sur la mer Baltique, situé sur le territoire de la municipalité de Norrtälje (en Suède, comté de Stockholm), à une distance d'environ 90 kilomètres au nord de Stockholm.

## Description
Le port est géré par les ports de Stockholm.
Il est desservi par de fréquents services de ferry de passagers vers Mariehamn (Åland, en Finlande), une ligne exploitée par Viking Line, avec trois services par jour et par direction pendant la haute saison. Il y a également des services vers Naantali en Finlande continentale, ligne exploitée par Finnlink, et vers Paldiski en Estonie services opérés par Tallink et DFDS.

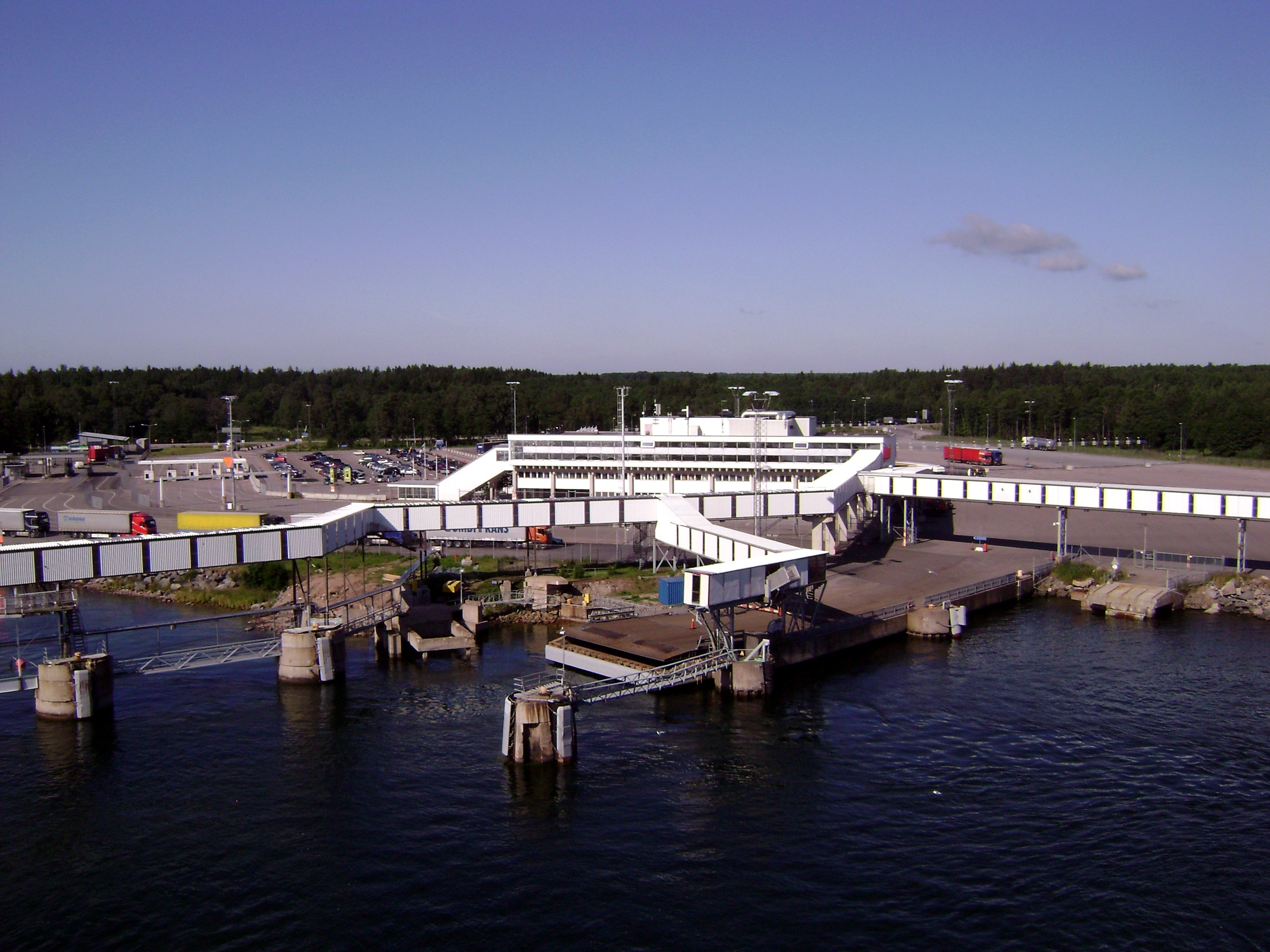
Le port de Kapellskär, vue prise du MS Finnfellow.